# پالویندر سینگ چیما
پالویندر سینگ چیما (انگلیسی: Palwinder Singh Cheema؛ زادهٔ ۱۱ نوامبر ۱۹۸۲) کشتی‌گیر اهل هند است.